# Église Saint-Médard de Grandpré
L'église Saint-Médard est une église catholique située à Grandpré, en France.
L'édifice est caractérisé par une tour massive en façade, défensive, et un clocher effilé au-dessus du croisé du transept.
À l'intérieur, les éléments les plus remarquables sont le mausolée en marbre noir de Claude de Joyeuse, et les dallesÀ vérifier. Les vitraux ont fait l'objet de restauration à la fin du XXe siècle.

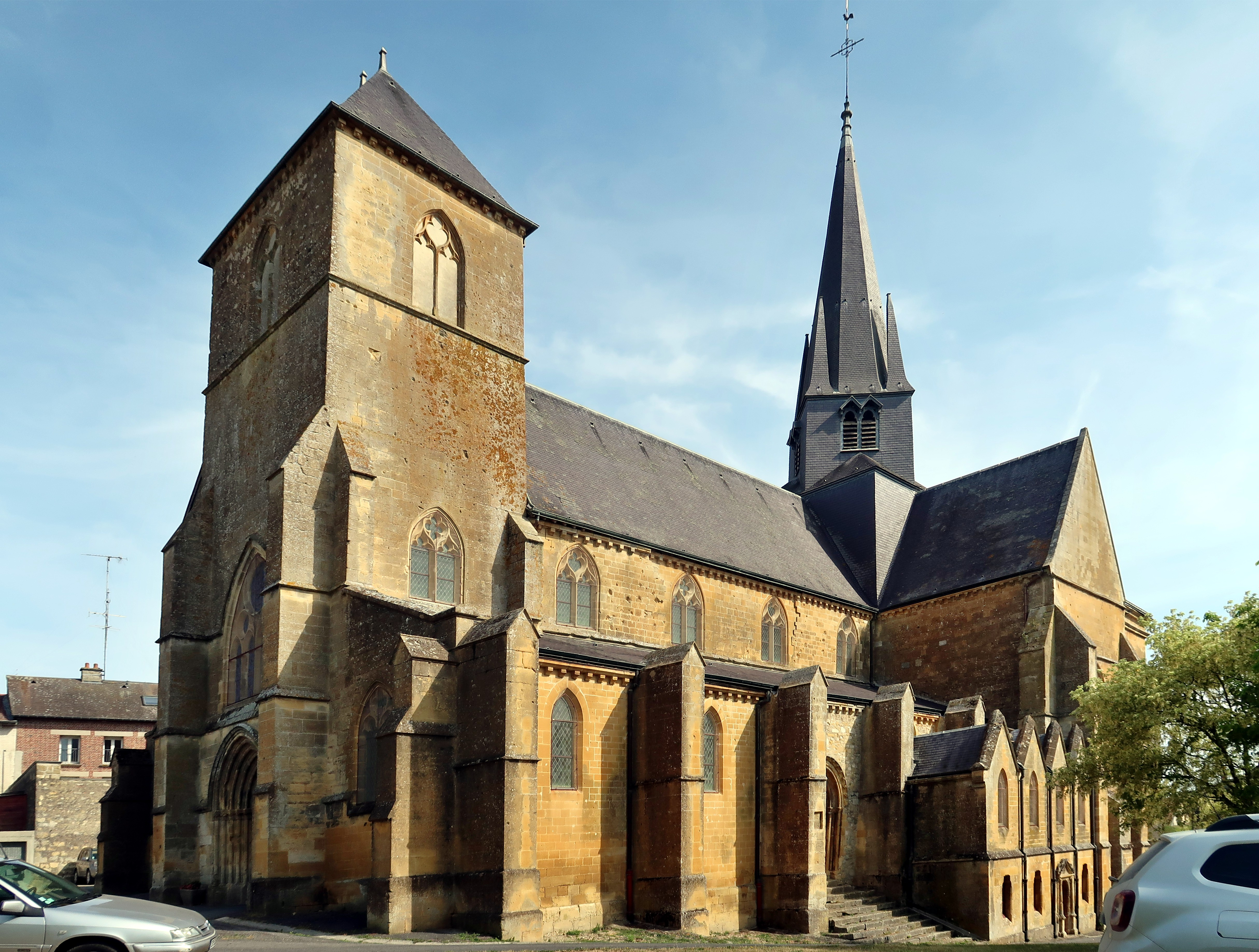
Vue du sud

## Localisation
L'église est située dans le département français des Ardennes, sur la commune de Grandpré.

## Historique
Une église Saint-Médard existait déjà en 1170, d'après les chartes médiévales.
La paroisse de Saint-Médard de Grandpré appartenait à la mense de l'abbaye des chanoines réguliers de Saint-Denis de Reims et était desservie par des religieux de cette maison.
L'église actuelle a été probablement construite au XVIe siècle, réutilisant ou pas certaines parties d'ouvrages antérieurs. Elle a souffert de dégradations lors de la révolution française, mais surtout lors de la Première Guerre mondiale puis de la seconde.
Elle a fait chaque fois l'objet de restaurations. Les dernières campagnes de restauration, en 1997, 2000 et 2006 ont concerné les vitraux.
L'édifice est classé au titre des monuments historiques en 1911.

## Description
L'aspect général de l'église est très défensif.  L'aspect extérieur est marqué par une tour carrée, assez massive, en entrée et façade, surmontée d'un toit à quatre pans, et, au-dessus de la croisée du transept, un clocher effilé à pyramide octogonale orné de quatre clochetons.
Le portail s'ouvre au bas de la tour, entre deux contreforts. La voussure du portail, en ogive basse, est décorée de façon sobre par six cordons saillants appuyés sur des colonnettes. 
Au-dessus du portail, une arcade ogivale a été placée, avec des fenêtres à meneau, et une rosace . Le vitrail est inspiré de légende de l’aigle déployant ses ailes pour abriter saint Médard du déluge et renvoie à la symbolique du ciel et des éléments. Une autre fenêtre s'ouvre à l'étage supérieur.

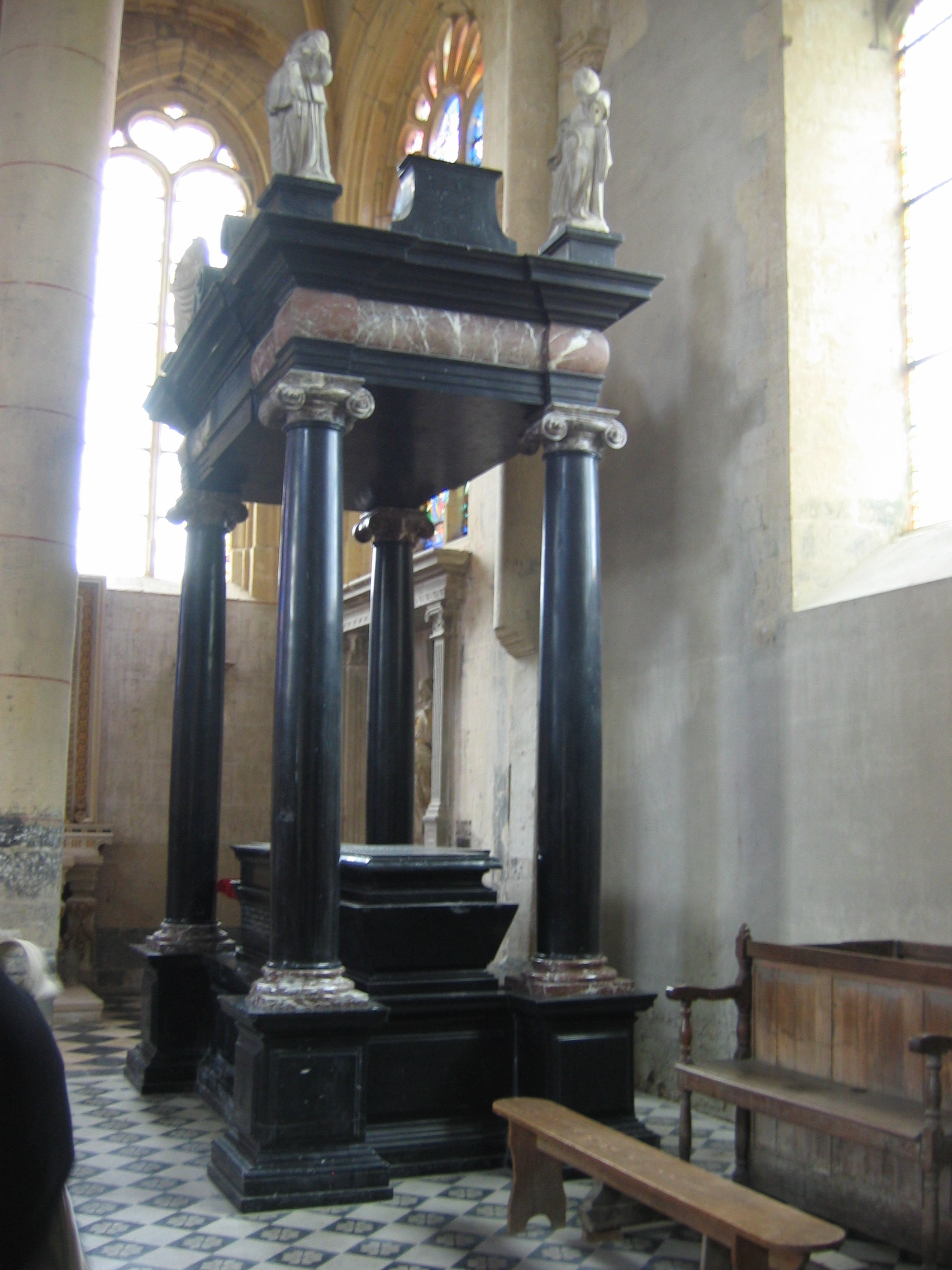
Mausolée de Claude de Joyeuse et de son épouse

Le flanc droit comporte quatre pignons et une porte au fronton triangulaire orné de volutes.
À l'intérieur, la nef de cinq travées fait 22 mètres de longueur. De gros piliers ronds soutiennent les arcades séparant la nef des bas-côtés. Les chapiteaux sont ornés de courses de feuillage. Les nervures des voutes  retombent sur des dais ajourés abritant des statues sur des consoles. Le transept fait vingt mètres de large, le chœur est à trois pans et s'éclaire de trois grandes fenêtres.
Les stalles, datant du XVIIe siècle proviennent de l'abbaye de Belval. Le tambour de la porte principale provient également de l'abbaye de prémontrés de Belval, à la suite des démantèlements du mobilier lors de la Révolution.
Mais un des éléments les plus remarquables à l'intérieur est le mausolée de Claude de Joyeuse, comte de Grandpré,  et de son épouse. Claude de Joyeuse est décédé en 1629. Il avait été capitaine au sein des Ordonnances du Roi, conseiller des rois Henri IV et Louis XIII, gouverneur de Mouzon et de Beaumont en Argonne. Il avait abjuré sa religion protestante. Le tombeau en marbre noir est placé sous un dais soutenu par quatre colonnes ioniques. Des statues, mutilées pendant la Révolution française, sont disposées sur la table supérieure, aux angles de l'entablement, et représentent la fidélité, la foi, la tempérance et le courage. Les statues de marbre blanc représentant Claude de Joyeuse et sa femme ont été brisées lors des événements révolutionnaires. On peut lire sur le mausolée : Tout ce que la terre nourrit - Finalement elle le pourrit.